# Narodni park Vicente Pérez Rosales
Nacionalni park Vicente Pérez Rosales (špansko Parque nacional Vicente Pérez Rosales) leži v regiji Los Lagos, provinci Llanquihue v Čilu. Njegov zahodni vhod je blizu mesta Ensenada, 82 km severovzhodno od prestolnice Puerto Montt in 64 km od Puerto Varas ob poti CH-225. Ta narodni park obsega približno 2.530 km2 in je skoraj v celoti v Andski gorski verigi. Skupaj s sosednjimi narodnimi parki: narodni park Puyehue v Čilu ter narodni park Nahuel Huapi in nadnini park Lanin v Argentini, zagotavljajo zaščiteno zavarovano območje blizu 15.000 km2.
Park varuje jezero Todos los Santos in velik del njegovega povodja. Iztok jezera v kraju Petrohué je reka Petrohué. Na kratki razdaljo vzdolž toka, ki je še vedno v mejah parka, reka ustvarja slapove. V parku je tudi vzhodno pobočje vulkana Osorno, južno pobočje Puntiagudo in zahodno pobočje Tronador, z največjo nadmorsko višino 3491 m. Te zasnežene gore dajejo močan vtis krajini.
Povzetek geografskih in limnoloških podatkov za jezero Todos los Santos je v podatkovni bazi Mednarodnega odbora za okolje jezera.

## Podnebje
Čilska meteorološka služba (Dirección Meteorológica de Chile)objavlja podatke za 10 regoj. Povprečna letna količina padavin na območju Petrohué (lat 41° 08' S), na višini 700 m, je približno 4000 mm. Padavine na površini jezera so približno 3000 do 4000 mm, medtem ko lahko na zahodnem pobočju gore dosežejo 5000 mm na leto. Prevladujoči zračni tok je od zahoda proti vzhodu in zračna masa, ki se dvigne po gorah, sprošča padavine. Na vzhodnih pobočjih je običajno manj padavin. Najbolj deževni meseci so junij, julij in avgust, najmanj pa jih je januarja, februarja in marca. Povprečna letna temperatura je okoli 11 ° do 12 °C. Nad 1000 m nadmorske višine, sneg obleži večino leta. V toplih poletnih mesecih je lahko povprečna dnevna maksimalna temperatura okoli 25 °C. Rast vegetacije traja približno 6 mesecev v letu

## Geologija
Tla območja parka sestavlja večinoma granodiorit. Razen novejših sedimentov in vulkanskega pepela se v parku ne pojavljajo stare sedimentne kamnine. Skozi zelo debelo podlago se je pojavilo veliko stratovulkanov. Tronador in sorodne strukture so posledica vulkanske dejavnosti, ki segajo v zgodnji pleistocen. Na zahodnem vhodu v park, simetričen stožec vulkana Osorno tvori kuliso visoko nad jezeroma Todos los Santos in Llanquihue. Vrh Osorno je na 2652 m. Osorno je nastal na vrhu starejšega stratovulkana La picada, ki ima 6-km široko kaldero zdaj večinoma požgano. Puntiagudo je stratovulkan z ostrim vrhom na 2493 m. Od Puntiaguda 18 km na severovzhod se razširi razpoka, ki je bila povod za približno 40 bazaltnih žlindrinih stožcev. Vulkansko polje Cayutue La Viguería je sestavljeno iz približno 20 maarov in pepelastih stožcev, kjer je glavni vulkan Cayutue. Aktivnost tega vulkana je napolnjena z depresijo Cayutue in je ločena od jezera Todos los santos iz estuarija Ralun. Lavni tokovi iz teh vulkanov so bazaltni in andezitni. Njihovi izbruhi so na splošno eksplozivni in lavni tokovi so viskozni. Povzetek znanstvenih informacij o vulkanih v Parku (Osorno, Puntiagudo-Cordón Cenizos in La viguería) je na voljo iz Global Volcanism Program of the Smithsonian Institution.
Drugi glavni dejavnik, ki je oblikoval pokrajino, je bilo delovanje ledenikov v ledeni dobi. Veliki ledeniki so se spustili iz Tronadora in našli pot skozi dolino Todos los Santos v Podolžno dolino Čila. Ledeniki so praktično odstranili vse sedimente, ki so se že odložili. Na izpostavljenih rtih lahko obiskovalci opazujejo praske na kamnih, ki jih je naredil ledenik, ko se je premikal po površini granita.
V času ledene dobe so bili vulkani aktivni. Nekateri geologi menijo da sta jezero Todos los Santos in Llanquihue le eno jezero na vulkanu Osorno, in sta bila kasneje ločena. Od takrat naprej ima jezero Todos los Santos dvignjeno gladino saj so zaporedni lavni tokovi iz Osorna blokirali izstop jezera. Na slapovih Petrohue vidimo rečni tok nad takim omejevalnim tokom andezitne lave. Strmi levi breg reke je granodiorit. Ti vulkani izbruhajo velike količine pepela, ki pri odlaganju dajejo zaobljeno konično obliko. Ta pepel izpere dež v površinske vode, tako da je Puntiagudo, starejši brat Osorna, erodiran do trdega jedra lave zamrznjene v notranjosti vulkanskega dimnika.
V nedavnem geološkem primeru, če ne zgodovinskem, kamenine vulkanskega izvora izhajajo v depresiji Ensenada med Osornom in vulkanom Calbuco, zaradi česar je jezero Llanquihue odprlo nov odtok v morje na zahodni obali.

## Rastlinstvo
Rastlinstvo parka ustreza valdivskemu zmernemu deževnemu gozdu v njegovi gorski različici. Sestava gozda se spreminja z višino in podlago. Najbolj pogosto in splošno drevo je bukev Nothofagus dombeyi, v povezavi z drugimi vrstami podrasti kot sta kunonijevki Eucryphia cordifolia in Weinmannia trichosperma. Na relativno toplih lokacijah, to je blizu jezera, so grmovnice Aextoxicon punctatum (čilsko Olivillo in Palo muerto). Na posebej vlažnih lokacijah je pogosta kanela Drimys winteri; ta vrsta je znana tudi kot zimsko lubje. Na nadmorskih višinah nad 900 metrov bukve nadomesti listavec Nothofagus.
Drevesa in grmovnice mirtovke (Myrtaceae) so z devetimi vrstami najbolj raznolik takson v parku. Na splošno so povezani s prisotnostjo veliko vode. Zaradi svetlo oranžnega lubja je na plažah vidna čilska mirta (Lume apiculata). Amomyrtus luma je dobro znana v Čilu zaradi svojega gostega, težkega lesa, ki se uporablja za izdelavo policijske gumijevke.
Vrsta Proteaceae, s sorodniki v Avstraliji in Novi Zelandiji, ima več predstavnikov v parku. Embothrium coccineum, čilski ognjeni grm z močno rdečimi cevastimi cvetovi je pogost skoraj povsod na robu gozda. Gevuina avellana, čilski lešnik, ima užitne plodove, imenovane avellanas. To drevo ne odvrže svojih oreškov do naslednjega leta in ima na svojih vejah istočasno rumeno-bele aromatične cvetove, nezrele rdeče in črne oreščke.
Med zelnato vegetacijo je povsod prisotna velikanska čilska rabarbara Gunnera tinctoria. Zraste do 2 metra in ima zelo velike liste. Steblo je užitno in avtohtono ime nalca dejansko velja za ta del rastline. Koren so v preteklosti uporabljali za barvanje volne; daje rjavo barvo. Je med prvimi rastlinami, ki kolonizirajo zemljišča, ki jih zasuje plaz.
V tem gozdnem ekosistemu so številne rastlinske vrste v sožitju s pticami, zlasti kolibriji. Cvetovi teh vrst so na splošno svetlo rdeči in rumeni in ne dišijo. Cvetovi, ki čakajo na obisk ptic, so cevasti in viseči.
V parku so tudi številne eksotične rastline. Najbolj viden je retamo – navadna žuka (Spartium junceum syn. Genista juncea), trajnica, stročnica, ki izvira iz Sredozemlja, strupena za živali. Uspeva na peščenih poljih okoli Osorna, ob cesti od Ensenade do Petrohuea in v Petrohueju. Je zelo lepa, ko cveti.

## Živalstvo
V parku živi približno 30 vrst sesalcev. Te vrste so sramežljive in težko opazne. Ta park in geografsko sosednji Puyehue, Nahuel Huapi in Lanin zagotavljajo habitat pume (Puma concolor). Lokalna podvrsta je sorazmerno majhna, običajno ne več kot 30 ali 40 kg težka in lovi puduja (Pudu puda), majhen jelen samotnega in osamljenega gozdnega habitata. Huiña ali kodkod (Leopardus guigna), ki se ga pogosto zamenja za divjo mačko, je pravzaprav član rodu leopardov, majhen ozelot. Od skupine Canidae - psi, je v parku Pseudalopex griseus, južnoameriška siva lisica, žival, ki je videti kot majhna lisica, a ni lisica.
Uvedeni evropski navadni jelen (Cervus elaphus) negativno vpliva na naravno obnovo gozda. Prav tako je škodljiv za ekosistemsko ravnovesje uvedena divja svinja (Sus scrofa).
V parku živijo tri avtohtone vrste mesojedcev skupine Mustelidae (kune). Ena je skunk Conepatus chinga, druga je mali grison Galictis cuja in tretja je južna rečna vidra Lontra provocax, ogrožena vrsta. Uvedena kuna, ameriški mink (Mustela vison), je v ekosistemih parkov povzročil škodo. Njegov vpliv je bil uničujoč za ptičje vrste, ki gnezdijo na tleh in na plavajočem trstičju.
V parku živijo različne skupine glodavcev. Večji so nutrija Myocastor coypus, ki živi v jezerih in rekah in Wolffsonov viskač Lagidium wolffsohni, iz družine Chinchillidae, katerih prednostni habitat je nad gozdno mejo. Med manjšimi glodavci so znanstveniki pokazali poseben interes za čilsko plezalno miš Irenomys tarsalis in za miš Geoxus valdivianus.
Park je dom dveh vrst sesalcev vrečarjev. Mala gorska opica Dromiciops gliroides , ima pol arborealen habitat. Razpravljalo se je o tem, zakaj se zdi, da je ta južnoameriški vrečar bolj povezan z vrečarji Avstralazije kot tistimi v Ameriki. Drugi vrečar v parku je dolgonosi oposum Ryncholestes raphanurus, ki je bil prvič znanstveno opisan leta 1923.
V parku je opaziti okoli 80 vrst ptic, gnezdilke, sezonske selivke in obiskovalke. Med gnezdilkami so pevke Rhinocriptidae, od katerih je najlažje slišati in včasih videti chucao tapaculo Scelorchilus rubecula. Druga ptica je črnovrati huet-huet Pteroptochos tarnii, ki je posebnost v tem parku. Hudourniško raco Merganetta armata včasih vidimo na slapovih Petrohue. Vrsta čebelarja Sifanode Sephanoides je pogosta in lahko vidna.
Domača ribja favna v jezeru Todos los Santos je bila vznemirjena z uvedbo več vrst postrvi in lososa. Športni ribolov teh vnesenih vrst je glavna dejavnost v parku.
Med členonožci je treba navesti velikega hrošča skarabeja Chiasognathus granti in svetleče obarvanega hrošča Cheloderus childreni.

## Upravljanje
Upravljanje tega in drugih narodnih parkov v Čilu je zaupano Nacionalni gozdarski družbi, CONAF . CONAF ima izpostave v Ensenadi, Petrohue in Peulli in nadzorna mesta na slapovih Petrohue in na različnih dostopnih točkah do vulkana Osorno. Prostor za kampiranje, ki ga upravlja CONAF, je v Petrohuju. Upravlja številne pohodniške poti, od katerih sta bolj pomembni Sendero Paso Desolacion na vzhodnem pobočju Osorna, dolga 12 km in doseže 1100 metrov nadmorske višine in Sendero Laguna Margarita v Peulli, dolga 8 km.
Jezero Todos los Santos je del poti, ki poteka preko Andov. Konec 19. stoletja je bila vzpostavljena redna tovorna in turistična ponudba med Puerto Monttom, skupaj s hoteli in lodži. Tukaj so sodobni kakovostni hoteli ob jezeru v Cayutueju in blizu slapov in ob rekah. V Petrohuu zasebno podjetje ponuja najem motornih čolnov.